# Фор Оукс (Северна Каролина)
Фор Оукс (енгл. Four Oaks) град је у америчкој савезној држави Северна Каролина.

## Демографија
По попису из 2010. године број становника је 1.921, што је 497 (34,9%) становника више него 2000. године.
| Група             | 2000.         | 2010.         |
| Белци             | 1.067 (74,9%) | 1.272 (66,2%) |
| Афроамериканци    | 231 (16,2%)   | 337 (17,5%)   |
| Азијати           | 2 (0,1%)      | 4 (0,2%)      |
| Хиспаноамериканци | 109 (7,7%)    | 271 (14,1%)   |
| Укупно            | 1.424         | 1.921         |